# Aleksandr Dmitrijev
Aleksandr Dmitrijev (Tallinn, 18 febbraio 1982) è un calciatore estone, centrocampista del Puuma Tallinn.

## Palmarès

### Club

#### Competizioni nazionali
- Coppa d'Estonia: 1

FCI Tallinn: 2016-2017